# 사요정
사요정(일본어: 佐用町)은 일본 효고현 남서부에 있는 사요군의 정이다. 2005년 10월 1일에 사요군의 사요정, 고즈키정, 난코정, 미카즈키정이 합병해 새로운 사요정으로 성립했다.

## 지리
이즈모 가도와 이나바 가도가 만나는 위치에 있고 지구사 수계의 사요강가 분지에 마을이 형성되어 있지만 전체 면적의 80%는 산림이 차지하고 있다. 늦가을부터 겨울에 걸쳐 이른 아침에는 "사요의 아침 안개"라고 불리는 안개가 자욱하게 낀다.

## 역사
고대에는 하리마국 사요군의 땅이었다.
- 1889년 4월 1일 - 정촌제 시행으로 사요군 사요촌이 성립하였다.
- 1928년 10월 1일 - 사요촌이 정으로 승격해 사요정이 되었다.
- 1955년 3월 1일 - 사요정, 히라후쿠정, 하세촌, 에가와촌, 이시이촌이 신설 합병해 사요정이 되었다.
- 2005년 10월 1일 - 사요군 사요정, 고즈키정, 난코정, 미카즈키정이 합병해 새롭게 사요정이 되었다.

## 교통

### 철도
- 서일본 여객철도 기신선
- 지즈 급행 지즈선

### 도로
고속도로
- 주고쿠 자동차도
- 돗토리 자동차도(일본어판)

국도
- 국도 제179호선
- 국도 제373호선 (일본)(일본어판)